# Spider-Man: Miles Morales
Marvel's Spider-Man: Miles Morales je akční adventura z roku 2020, kterou vyvinula společnost Insomniac Games a vydala Sony Interactive Entertainment. Hra je spin-offem a pokračováním hry Marvel's Spider-Man (2018) a druhým dílem série.

## Příběh
Hra je založena na postavě Milese Moralese z Marvel Comics. Rovněž je inspirována desetiletou komiksovou historií této postavy. Příběh se zaměřuje na Milesův boj o rovnováhu mezi povinnostmi jeho skutečné osoby a rolí druhého Spider-Mana. Jeho nový domov Harlem, ohrožuje válka mezi korporací Roxxon a high-tech zločineckou armádou zvanou Underground, vedenou tajemným Tinkerem.

## Hratelnost
Hraje se z pohledu třetí osoby a hra se zaměřuje především na Milesovy schopnosti pohybu a boje. Miles se může volně pohybovat po New Yorku, komunikovat s postavami, plnit úkoly a odemykat nové pomůcky a obleky postupem v hlavním příběhu nebo plněním úkolů. Mimo příběh může hráč plnit vedlejší mise a odemykat tak další obsah a sběratelské předměty.
Souboje se zaměřují na řetězení útoků, využívání prostředí a pavučin.
Hudbu ke hře složil Jaden Smith a Lecrae.

## Vydání
Hra byla oficiálně odhalena v červnu 2020 a v listopadu téhož roku vyšla pro PlayStation 4 a PlayStation 5. Verze pro Windows byla vydána v listopadu 2022.
Hra získala vesměs pozitivní recenze, přičemž chváleny byly souboje, příběh, obsah a technická vylepšení verze pro PlayStation 5. Hra však čelila kritice kvůli své krátké délce.

## Pokračování
Herní pokračování Marvel's Spider-Man 2 vyšlo 20. října 2023 jako exkluzivní hra pro PlayStation 5.